# Setomelanomma prolata
Setomelanomma prolata är en svampart som beskrevs av K.J. Leonard & Suggs 1974. Setomelanomma prolata ingår i släktet Setomelanomma, ordningen Pleosporales, klassen Dothideomycetes, divisionen sporsäcksvampar och riket svampar.   Inga underarter finns listade i Catalogue of Life.